# 1907 en Alberta
Chronologie de l'Alberta
- 1903
- 1904
- 1905
- 1906
- 1907
- 1908
- 1909
- 1910
- 1911

Cette page concerne des événements qui se sont produits durant l'année 1907 dans la province canadienne de l'Alberta.

## Politique
- Premier ministre : Alexander Cameron Rutherford du Parti Libéral
- Chef de l'Opposition : Albert Robertson
- Lieutenant-gouverneur : George Hedley Vicars Bulyea (en)
- Législature :

## Événements
- Mise en service du Lethbridge Viaduct pont sur chevalets de 1624.92 mètres de longueur franchissant la Oldman river à Lethbridge[1].
- 30 mai : le roi Edouard VII octroie les Armoiries de l'Alberta.
- 14 septembre : établissement du Parc national de Jasper.

## Naissances
- 6 juillet : George Francis Gillman Stanley (né à Calgary et mort le 13 septembre 2002) historien canadien et lieutenant-gouverneur du Nouveau-Brunswick.

- 15 septembre : Fay Wray, née à Cardston et morte le 8 août 2004 à New York, est une actrice américaine d’origine canadienne. Elle obtient la consécration avec Les Chasses du comte Zaroff et surtout King Kong.

- 16 décembre : Barbara Kent, actrice canadienne , morte le 13 octobre 2011. Elle était l'une des dernières stars encore en vie au XXIe siècle de l'époque du cinéma muet.